# Force terrestre (Belgique)
Vous pouvez aider à l'améliorer ou bien discuter des problèmes sur sa page de discussion.
- Il ne cite pas suffisamment ses sources. Vous pouvez indiquer les passages à sourcer avec {{référence nécessaire}} ou {{Référence souhaitée}}, et inclure les références utiles en les liant aux notes de bas de page. (Marqué depuis octobre 2020)
- Il contient une ou plusieurs listes. Le texte gagnerait à être rédigé sous la forme d’un ou plusieurs paragraphes synthétiques, afin d’être plus agréable à lire. (Marqué depuis octobre 2020)

- Archive Wikiwix
- Bing
- Cairn
- DuckDuckGo
- E. Universalis
- Gallica
- Google
- G. Books
- G. News
- G. Scholar
- Persée
- Qwant
- (zh) Baidu
- (ru) Yandex
- (wd) trouver des œuvres sur Wikidata

La Force terrestre (en néerlandais Landmacht) est l'une des cinq forces constituant les Forces armées belges. Avant de retrouver son nom d'origine, le 21 juillet 2025, elle s'intitulait Composante terre (en néerlandais Landcomponent).
Son commandant en chef est le général-major Jean-Pol Baugnée depuis le 7 juin 2023.

## Histoire de la Force terrestre

### Après 1945

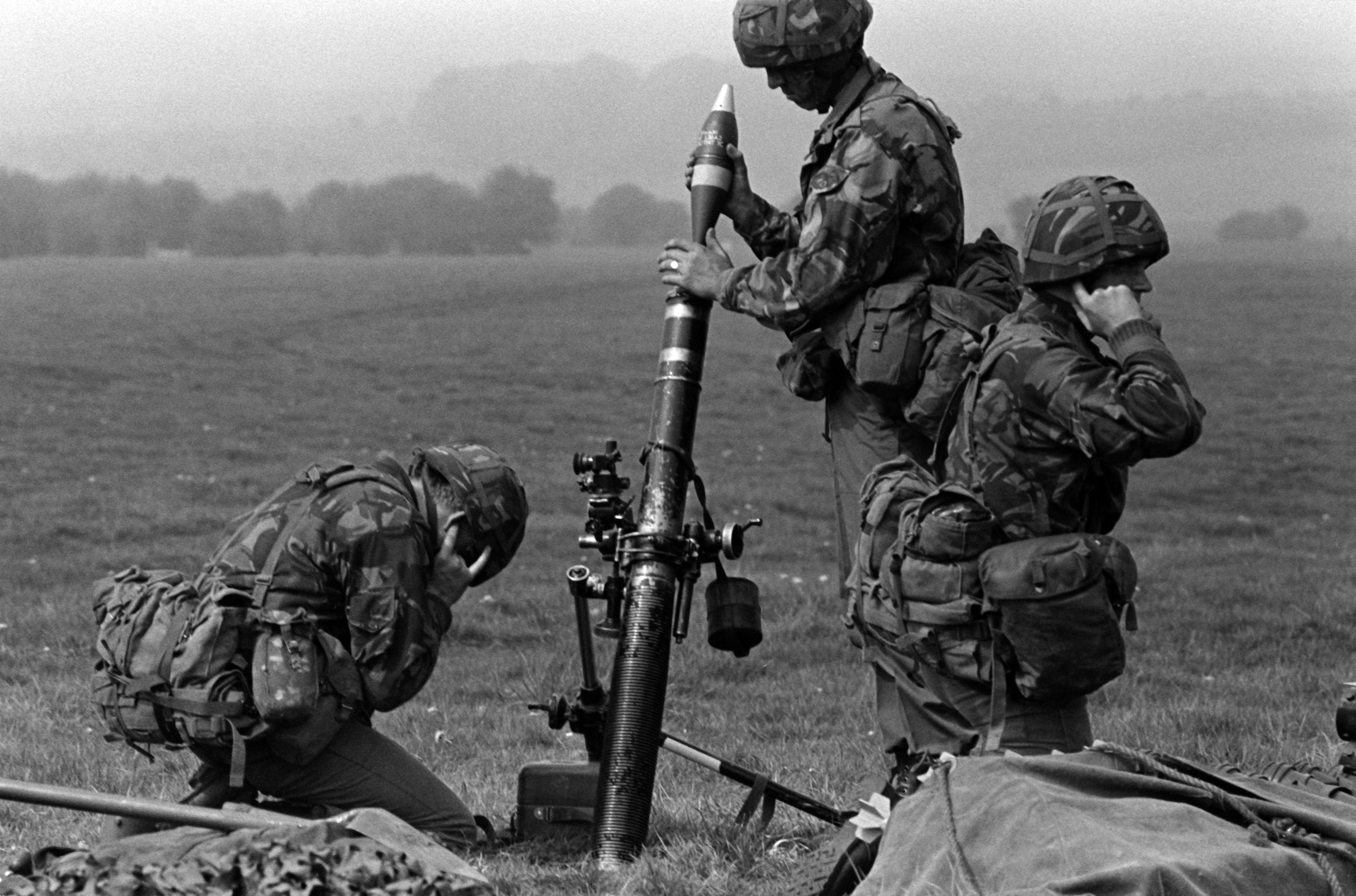
Un mortier de 81 mm du Régiment Para-Commando en 1987.

#### Chronologie du commandement
Avant la réforme de l'armée belge survenue en 2002, le commandement de la Force terrestre était réparti entre le chef d'état-major de la Force terrestre (en néerlandais : stafchef van de Landmacht) et le chef du commandement opérationnel de la Force terrestre (en néerlandais : chef van het operationeel commando van de Landmacht). Depuis la réforme, le « patron » unique de l'armée de terre est appelé commandant de la composante terre (en néerlandais : commandant van de landcomponent).

##### Chefs d'état-major
- ??? – 1er juillet 1999 : lieutenant-général Roger Maes[3]
- 1er juillet 1999 – 31 décembre 2001 : lieutenant-général Guy Bastien, aide de camp du roi[4]

##### Chefs du commandement opérationnel
- ??? – 1er avril 1997 : lieutenant-général Guy Bastien, aide de camp du roi[5]
- 1er avril 1997 – 23 mars 1998 : lieutenant-général Joseph Schoups[6]
- 23 mars 1998 – 1er janvier 2002 : général-major, puis lieutenant-général Willy Hanset[7]

##### Commandants de la composante terre
- 1er janvier 2002 – 2 janvier 2004 : général-major Frédéric Vandingenen, aide de camp du roi[8]
- 2 janvier 2004 – 1er janvier 2007 : général-major, puis lieutenant-général Oger Pochet[9]
- 1er janvier 2007 – 3 septembre 2009 : général-major Eddy Testelmans[10]
- 3 septembre 2009 – 3 septembre 2012 : général-major, puis lieutenant-général Marc Compernol, aide de camp du roi[11]
- 17 septembre 2012 – 30 septembre 2014 : général-major Hubert De Vos[12]
- 30 septembre 2014 – 23 mars 2017 : général-major Jean-Paul Deconinck, aide de camp du roi[13]

## Organisation jusqu'en 2018
La Composante terre[Quand ?] est composée jusqu'en juillet 2018 de deux brigades; une brigade medium (médiane) - qui devient le 22 novembre 2018 une Brigade Motorisée - et une brigade légère. La brigade légère est une capacité parachutable composée, outre le Quartier général (QG) qui en assure le commandement, de trois bataillons, du Special Force Group et des deux centres de formation (Commando & Parachutiste), il est dissout le 3 juillet 2018 pour devenir régiment des opérations spéciales « Special Operations Regiment » (SOR),. La brigade medium est constituée d'un QG, et de quatre bataillons (deux néerlandophones et deux francophones)

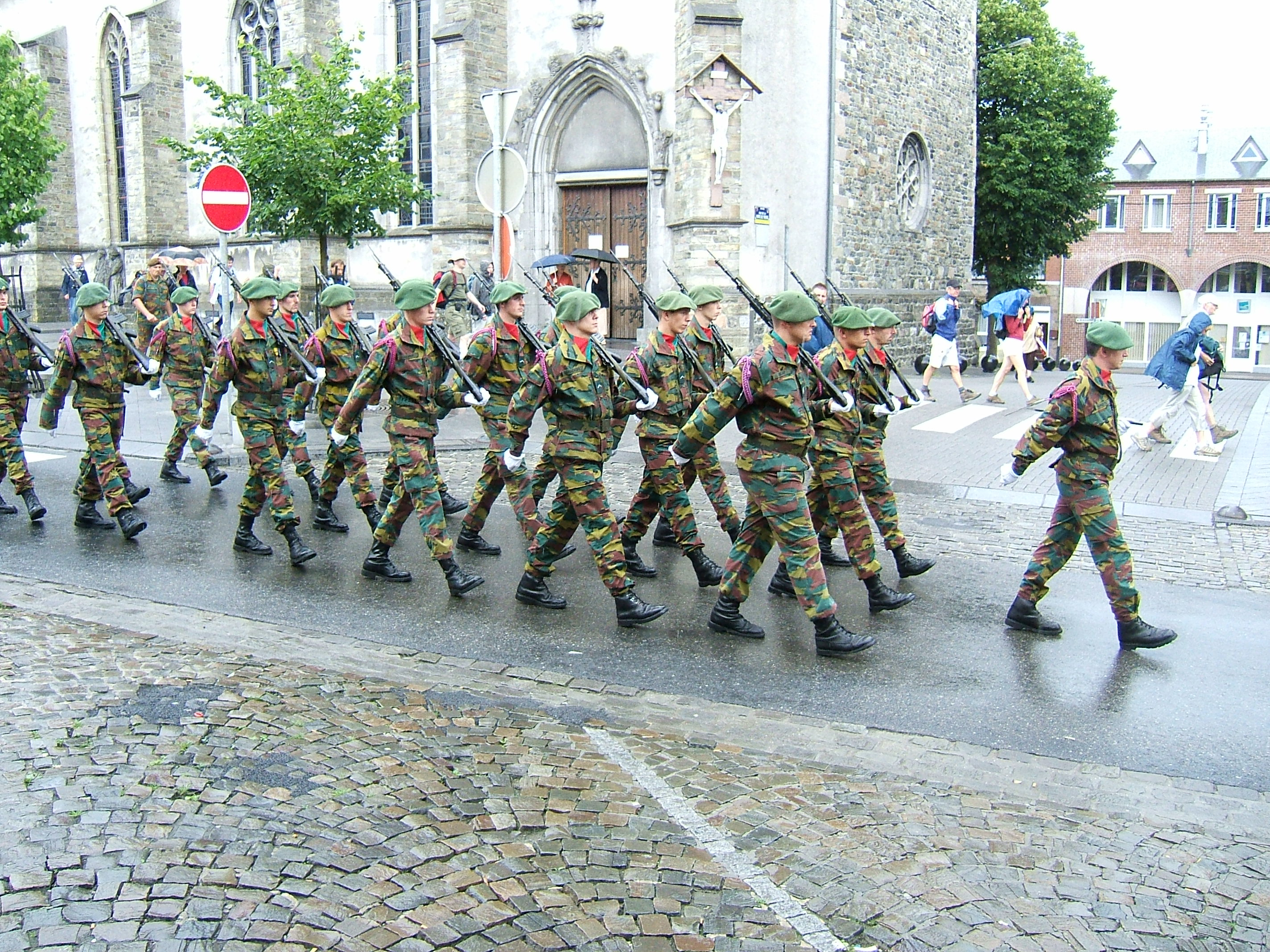
Détachement du Bataillon de chasseurs ardennais défilant à Bastogne

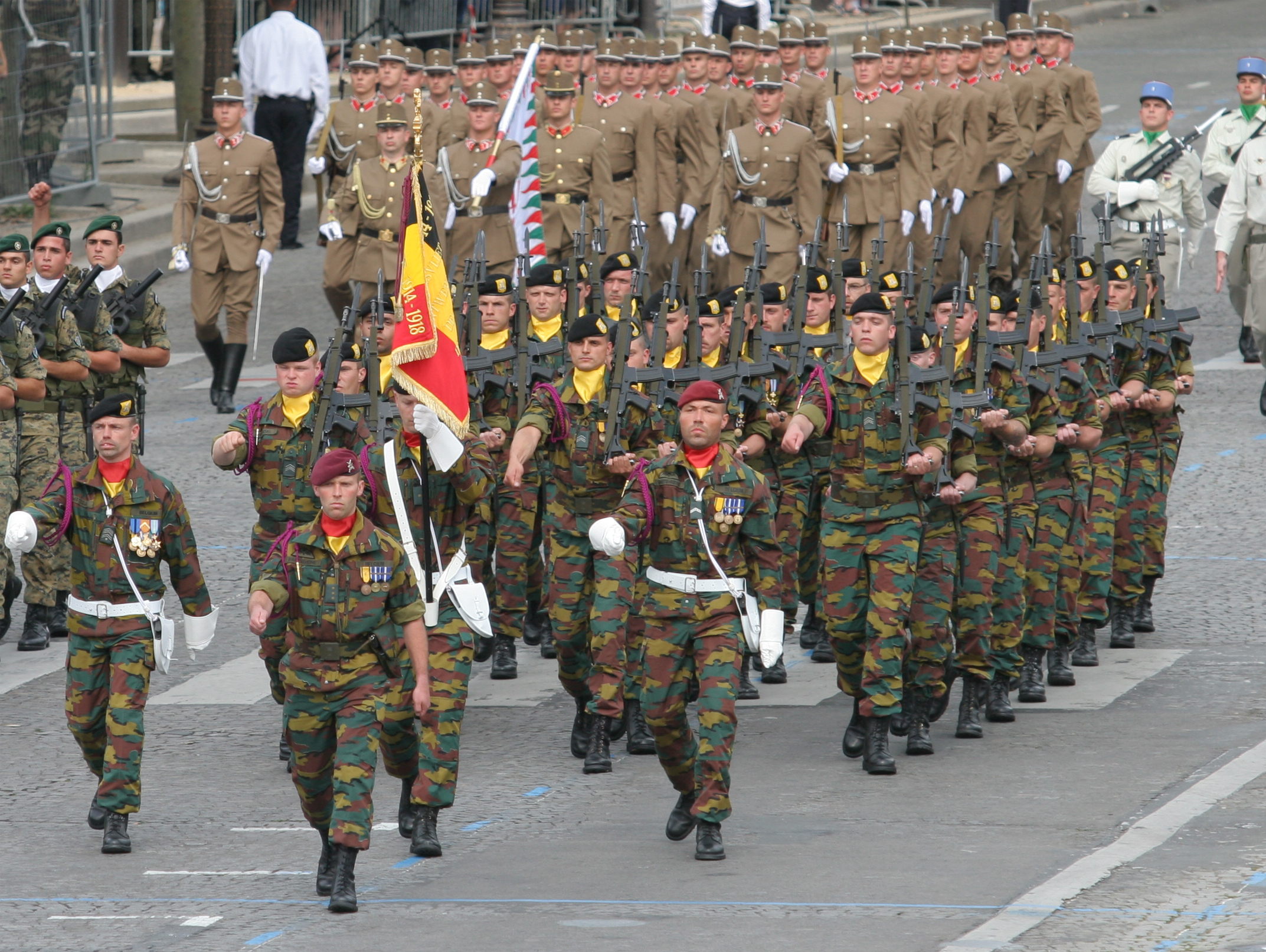
Détachement du 2/4 régiment de chasseurs à cheval défilant à Paris le 14 juillet 2007

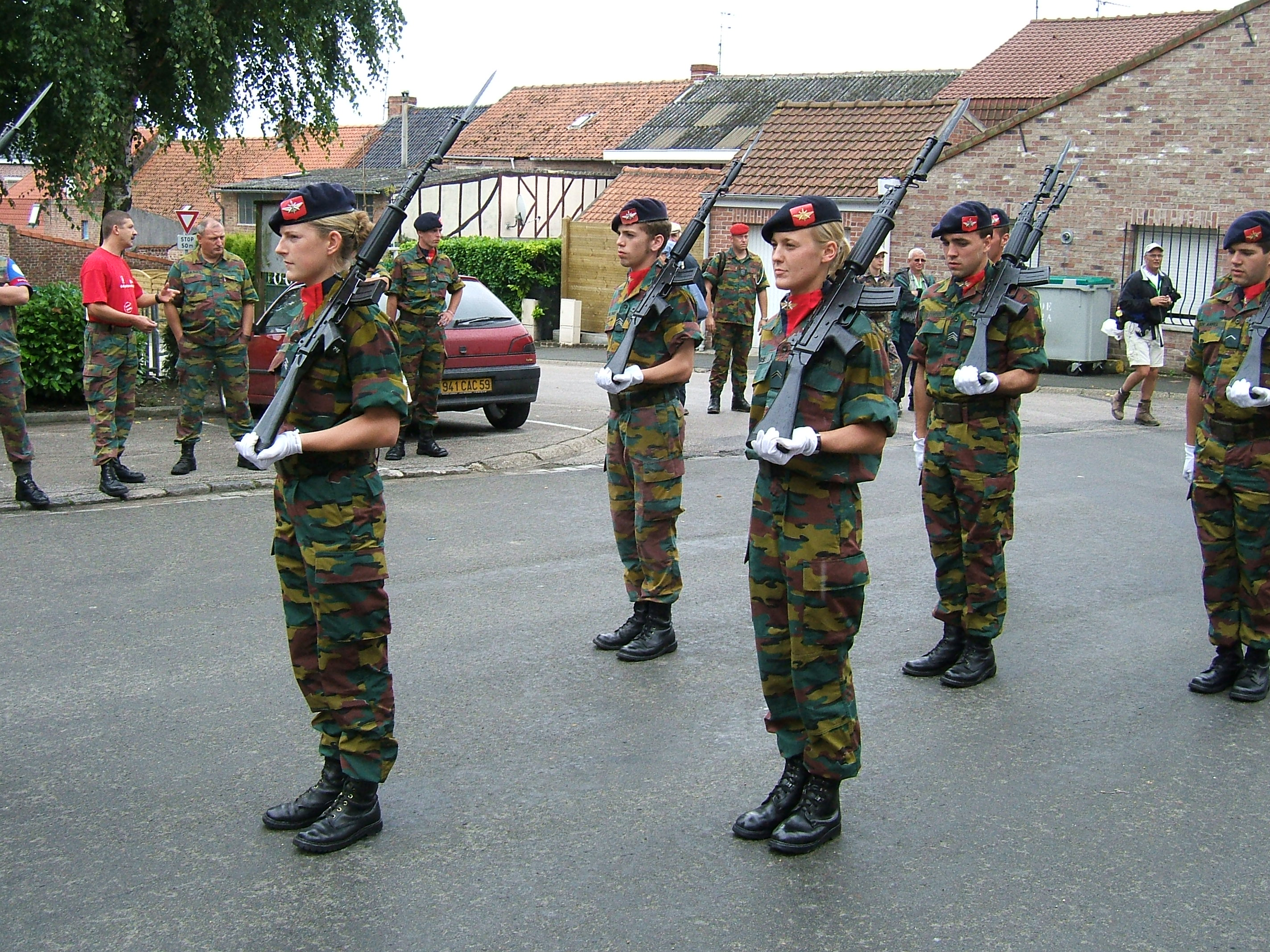
Détachement du 14 Regiment Luchtdoelartillerie

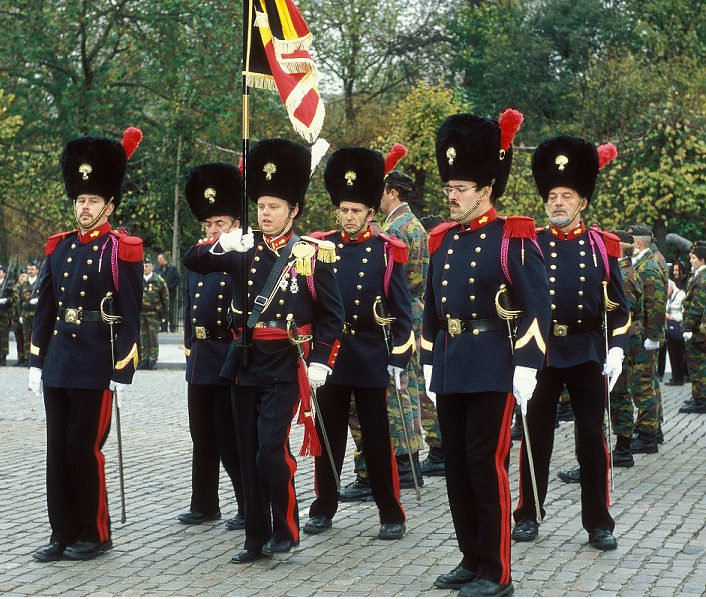
Détachement de Grenadiers

- COMOPSLAND : état-major de la Composante Terre (Evere)
- Brigade Motorisée : état-major opérationnel de la brigade Bilingue (Bourg-Léopold)
- Brigade Légère : état-major opérationnel de la brigade Bilingue (Marche-en-Famenne)

### Unités duSpecial Operations Regiment
- 2e bataillon de commandos (Flawinne)
- 3e Bataljon Parachutisten (Tielen)
- Centre d'entraînement de Parachutistes (Schaffen)
- Centre d'entraînement de Commandos (Marche-les-Dames)
- Special Force Group (Heverlee)

### Unités de laBrigade Motorisée
- Bataljon Bevrijding - 5 Linie (Bourg-Léopold)
- Bataljon Carabiniers Prins Boudewijn - Grenadiers (Bourg-Léopold)
- Bataillon des Chasseurs Ardennais (Marche-en-Famenne)
- 1/3 Bataillon de Lanciers (Marche-en-Famenne)
- Bataillon léger 12e de ligne Prince Léopold - 13e de ligne (Spa)[17]

### Unité de reconnaissance
- Bataillon ISTAR (Intelligence Surveillance Target Acquisition and Reconnaissance) (Heverlee)

### Unité d'information et de communication
- Information Operations Group (Heverlee)

### Unité d'artillerie
- Bataljon Artillerie (Brasschaat & Lombardsijde)

### Unités du génie
- 4 Bataillon du Génie (Amay)
- 11 Bataljon Genie (Burcht)

### Groupes de système de communication et d'information (CIS)
- 4 Groupe CIS (Marche-en-Famenne)
- 6 Groupe CIS (Peutie) (transféré le 3 juillet 2018 au Special Operations Regiment
- 10 Groep CIS (Bourg-Léopold)

### Unités logistiques
- 4 Bataillon Logistique (Marche-en-Famenne)
- 18 Bataljon Logistiek (Bourg-Léopold)
- 29 Bataljon Logistiek (Grobbendonk)

### Police militaire
- Military Police Group (Evere)

### Camps et centres d'entraînements
- Kamp Beverlo (Bourg-Léopold)
- Camp d'Elsenborn (Butgenbach)
- Camp de Lagland (Arlon)
- Camp de Marche (Marche-en-Famenne)

### Autres unités
- SEDEE : Service d'Enlèvement et Destruction d'Engins Explosifs (Oud-Heverlee)
- Movement Control Group (Peutie)

### Les Centres de Compétence terre (CC Land)
- Département Manœuvre (Arlon & Bourg-Léopold)
- Département Formation Cavalerie Blindée (Bourg-Léopold)
- Département Formation Artillerie (Brasschaat)
- Département Génie (Amay)

## Matériel

### Armement

#### Pistolets
- FN Five-seveN : pistolet 5,7 mm

#### Pistolets-mitrailleurs
- FN P90 : pistolet-mitrailleur 5,7 mm (utilisé par les forces spéciales et les para-commandos, ainsi que la composante médicale)

#### Fusils d'assaut
- FN FNC : fusil d'assaut 5,56 mm

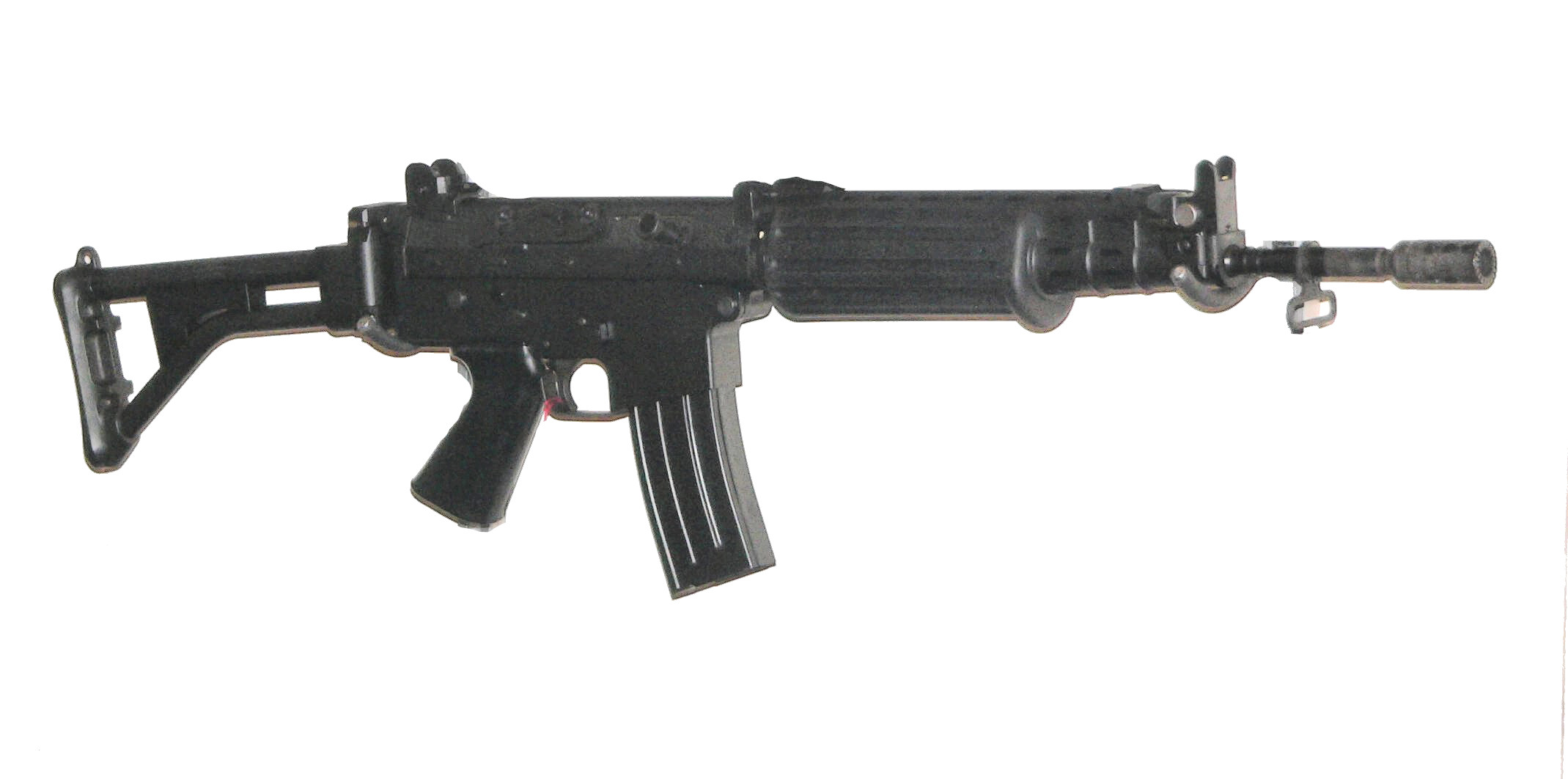
Fusil d'assaut FN FNC

- FN SCAR L : fusil d'assaut 5,56 mm (remplacera à terme le FNC)
- FN SCAR H : fusil d'assaut lourd 7,62 mm

#### Mitrailleuses
- FN Minimi : mitrailleuse 5,56 mm / 7,62 mm
- FN Mag : mitrailleuse 7,62 mm

#### Fusils de précision
- FN Scar-H PR : fusil de précision semi-automatique 7,62 mm
- Accuracy International AX 338 : fusil de précision en .338
- Accuracy International Arctic Warfare : fusil de précision 7,62 mm remplacé progressivement par SCAR HPR
- Barrett M107A2 : fusil de précision anti-matériel 12,7 mm

#### Mitrailleuse lourde
- FN M2HB : mitrailleuse 12,7 mm

- 90 mm

#### Missiles

##### Armes Anti chars
| Nom                   | Images                | Origine               | Type                     | Calibre               | Notes |
| Missiles sans Guidage | Missiles sans Guidage | Missiles sans Guidage | Missiles sans Guidage    | Missiles sans Guidage | Missiles sans Guidage |
| --------------------- | --------------------- | --------------------- | ------------------------ | --------------------- | --- |
| M72 LAW               |                       | Norvège États-Unis    | Light rocket launcher    | 66 mm                 | Arme AT standard à courte portée. |
| RGW 90 HH             |                       | Allemagne             | Recoilless guns          | 90 mm                 | Complète le M72 LAW en tant qu'arme AT à moyenne portée. Commandes: - 111 RGW90 AS en 2013 - 509 RGW90 AS en 2016 - 390 en 2018 - 1450 livrés en 2020. - 4002 commandés en 2022, |
| Missiles avec guidage |                       |                       |                          |                       | |
| Spike-MR              |                       | Israël Allemagne      | ATGM                     | 130 mm                | 66 systèmes de missiles antichar sont actuellement utilisés. Remplace l'ancien MILAN ATGM. Sera remplacé par le système français Akeron MP. Restera en service jusqu'en 2030.    |
| Akeron MP             |                       | France                | Anti-tank Guided Missile | —                     | Equipera les Jaguars EBRC. Premières livraisons en 2026. |

#### Artillerie
| Type                 | Images   | Origine     | Type                 | Calibre             | Unités                | Notes                                 |
| Mortiers             | Mortiers | Mortiers    | Mortiers             | Mortiers            | Mortiers              | Mortiers                              |
| -------------------- | -------- | ----------- | -------------------- | ------------------- | --------------------- | ------------------------------------- |
| Expal M-08           |          | Espagne     | Mortier d'infanterie | 60 mm               | 69 commandés en 2011. |                                       |
| Mortier M1           |          | États-Unis  | Mortier              | 81 mm               | + ou - 42.            |                                       |
| MO 120 RT            |          | France      | Mortier Lourd        | 120 mm              | + ou - 30             | Seront remplacés par le Griffon MEPAC |
| Artillerie           |          |             |                      |                     |                       |                                       |
| LG1 Mark II Howitzer |          | France      | Artillerie tractée.  | 105 mm              | 8-14 en utilisation   |                                       |
| 25-pounder           |          | Royaume-Uni | Field gun            | 25-pounder Howitzer | Inconnu               | Usage protocolaire uniquement.        |

### Véhicules actuels

#### Véhicules blindés
| Nom                                       | Images                                    | Origine                                   | Type                                                                | Unités                                    | Notes |
| Véhicules blindés de transport de troupes | Véhicules blindés de transport de troupes | Véhicules blindés de transport de troupes | Véhicules blindés de transport de troupes                           | Véhicules blindés de transport de troupes | Véhicules blindés de transport de troupes |
| ----------------------------------------- | ----------------------------------------- | ----------------------------------------- | ------------------------------------------------------------------- | ----------------------------------------- | --- |
| Pandur I                                  |                                           | Autriche                                  | Armoured personnel carrier                                          | 59                                        | - 44 véhicules ont subi une mise à jour à mi-vie pour prolonger la durée de vie jusqu'en 2035, le véhicule a reçu une mise à niveau du blindage balistique, une protection contre les mines, un blindage Slat, une station d'armes à distance de 12,7 mm et une mise à niveau du moteur. - 53 véhicules de transport de troupes et de commandement - 6 variantes d'ambulances - Entre 1996 et 1998, 60 exemplaires ont été construits sous licence en Belgique. |
| Infantry mobility vehicle                 |                                           |                                           |                                                                     |                                           | |
| ATF Dingo 2 MPPV                          |                                           | Allemagne                                 | Infantry mobility vehicle                                           | 218                                       | Sont remplacés par le VBMR Griffon à partir de 2025. 2 véhicules détruits au Mali. - 156 Transports de Troupes - 52 Véhicule de commandement - 10 ambulances |
| LMV 'Lynx'                                |                                           | Italie                                    | Infantry mobility vehicle                                           | ~80                                       | ~360 donné à l'Ukraine, sont remplacés par les Oshkosh Falcon. |
| Oshkosh CLV 'Falcon'                      |                                           | États-Unis                                | Infantry mobility vehicle / Mine-resistant ambush protected vehicle | +5 livrés sur 322                         | 322 véhicules commandés pour remplacer les LMV Lynx. - Nommé CLV 'Falcon' en Belgique. Les premières livraisons arrivent entre 2023 et 2024. - Les premières unités ont été livrées en janvier 2024 et sont désormais utilisées par le bataillon IStar. - 135 véhicules armés de FN DeFNder light RWS armés d'une mitrailleuse de 7,62 m - 22 variantes ambulance.                                                                                              |
| Véhicule militaire blindé                 |                                           |                                           |                                                                     |                                           | |
| Piranha IIIC                              |                                           | Suisse                                    | Transport                                                           | +-99                                      | Sont remplacés par le VBMR Griffon à partir de 2025. Ces véhicules ont remplacés tous les modèles de chars de l'armée belge, lorsqu'il a été décidé d'abandonner ce type de véhicule en Belgique. |
| Piranha IIIC                              |                                           | Suisse                                    | Appui feu DF90                                                      | 18                                        | Sont remplacés par le VBMR Griffon à partir de 2025. Ces véhicules ont remplacés tous les modèles de chars de l'armée belge, lorsqu'il a été décidé d'abandonner ce type de véhicule en Belgique. |
| Piranha IIIC                              |                                           | Suisse                                    | Direct fire support DF30                                            | +-32                                      | Sont remplacés par le VBMR Griffon à partir de 2025. Ces véhicules ont remplacés tous les modèles de chars de l'armée belge, lorsqu'il a été décidé d'abandonner ce type de véhicule en Belgique. |
| Piranha IIIC                              |                                           | Suisse                                    | Variante génie                                                      | +- 18                                     | Sont remplacés par le VBMR Griffon à partir de 2025. Ces véhicules ont remplacés tous les modèles de chars de l'armée belge, lorsqu'il a été décidé d'abandonner ce type de véhicule en Belgique. |
| Piranha IIIC                              | \| \|                                     | Suisse                                    | Véhicule blindé de dépannage                                        | +- 17                                     | Sont remplacés par le VBMR Griffon à partir de 2025. Ces véhicules ont remplacés tous les modèles de chars de l'armée belge, lorsqu'il a été décidé d'abandonner ce type de véhicule en Belgique. |
| Piranha IIIC                              |                                           | Suisse                                    | Variante Ambulance                                                  | +- 12                                     | Sont remplacés par le VBMR Griffon à partir de 2025. Ces véhicules ont remplacés tous les modèles de chars de l'armée belge, lorsqu'il a été décidé d'abandonner ce type de véhicule en Belgique. |
| Piranha IIIC                              |                                           | Suisse                                    | Véhicule de commandement                                            | +- 24                                     | Sont remplacés par le VBMR Griffon à partir de 2025. Ces véhicules ont remplacés tous les modèles de chars de l'armée belge, lorsqu'il a été décidé d'abandonner ce type de véhicule en Belgique. |
|                                           |                                           |                                           |                                                                     |                                           | |

#### Special operation regiment
| Nom                               | Images                      | Origine                     | Type                                | unités                      | Notes |
| Special operations regiment       | Special operations regiment | Special operations regiment | Special operations regiment         | Special operations regiment | Special operations regiment |
| --------------------------------- | --------------------------- | --------------------------- | ----------------------------------- | --------------------------- | --- |
| Jankel FOX RRV                    |                             | Royaume-Uni                 | Light rapid response vehicle - SOF  | 108                         | Le RRV est basé sur le Toyota Land Cruiser, destiné aux forces spéciales, et comprend un kit de blindage amovible pour augmenter la protection balistique et contre les mines. Les véhicules seront équipés d'un support annulaire 360° pouvant être armé d'une mitrailleuse de 12,7 mm ou d'un lance-grenades automatique. |
| Jankel WOLF LTTV                  |                             | Royaume-Uni                 | Light troop transport vehicle - SOF | 80 sur 199 livrés.          | - 199 véhicules ont été commandés pour remplacer les vieillissants Unimog JACAM et Unimog 1350l des unités SFG et Paracommando. Le LTTV est basé sur la plateforme Unimog U5000. Comprendra des modules de mission amovibles qui permettront au véhicule d'être relancé pour une polyvalence opérationnelle de la plate-forme. Aux côtés d'une suite entièrement intégrée de sous-systèmes militaires comprenant un kit de protection balistique amovible, un système de protection contre le retournement (ROPS), des supports d'armes et un système de communication. - L'exécution de la commande est incertaine en raison de la faillite de Jankel Armored Ltd - 27 véhicules pour les forces spéciales - 140 véhicules pour le transport de troupes - 8 variante ambulance - 24 véhicules logistiques |
| Achtleiner Toyota Landcruiser 200 | (illustration)              | Austria Japan               | Civil armoured vehicles             | 42                          | [ 26 ] |

#### Drones de reconnaissance
| Noms                          | Images | Origine    | Type                  | Unités      | Notes                                  |
| ----------------------------- | ------ | ---------- | --------------------- | ----------- | -------------------------------------- |
| AeroVironment RQ-11 Raven     |        | États-Unis | UAV                   | 32          | En service depuis 2017.                |
| AeroVironment RQ-20 Puma      |        | États-Unis | Remote controlled UAS | Indéterminé | Loué aux USA.                          |
| Boeing Insitu RQ-21 Blackjack |        | États-Unis | Unmanned air vehicle  | 2           | 2 systèmes commandés en Décembre 2020. |

### Véhicules du programme CaMo
Le partenariat de la capacité motorisé, aussi appelé CaMo, est un partenariat stratégique binational entre la France et la Belgique. Cet accord intergouvernemental est entré en vigueur le 21 juin 2019 avec l'objectif de  développer l’interopérabilité de la mobilité terrestre des deux pays et renforcer l’Europe de la Défense.
CaMo inclut la planification d’entraînements conjoints entre les deux armées, ainsi que le rééquipement des unités de manœuvre belges par l’acquisition de blindés (Griffon, Jaguar et canons Caesar) ainsi que du système d’informations du combat Scorpion.
| Modele                    | Images    | Origine              | Type                                                      | Unités commandées | Notes |
| Vehicules                 | Vehicules | Vehicules            | Vehicules                                                 | Vehicules         | Vehicules |
| ------------------------- | --------- | -------------------- | --------------------------------------------------------- | ----------------- | --- |
| EBRC Jaguar               |           | Drapeau de la France | Véhicule militaire blindé Armoured reconnaissance vehicle | 60                | 60 véhicules commandés pour remplacer les Piranha DF30 & DF90. Les livraisons commencent en 2025. 2 bataillons utiliseront le Jaguar. |
| VBMR Griffon              |           | Drapeau de la France | Armoured personnel carrier                                | 382               | 382 commandés pour remplacer les Piranha et Dingo 2. Le véhicule est livré en différentes versions : VTT - Véhicule blindé de transport de troupes Variante Génie - Génie de combat & Récupération Variante Ambulance/Santé - Évacuation sanitaire Variante EPC/VOA -Observation avancée, commandement et contrôle. |
| Artillerie auto propulsée |           |                      |                                                           |                   | |
| CAESAR NG                 |           | Drapeau de la France | Self-propelled artillery                                  | 28                | Selon les informations publiées par le ministère belge de la Défense le 29 octobre 2021, un contrat de 27 millions d'euros a été signé pour la livraison de 9 systèmes CAESAR NG (Nouvelle Génération) de la société française Nexter en 2027 pour augmenter leurs capacités d'artillerie. Le 30 juin 2022, il a été décidé que 19 systèmes supplémentaires seraient commandés après 2027, arrêté confirmé en conseil des ministres le 8 décembre 2023. Comprenant 24 unités opérationnelles et 4 unités destinées à la formation. 2 batteries à Brasschaat, 1 batterie à Marche-en-Famenne. Une batterie se compose de 8 pièces. |
| Griffon MEPAC             |           | Drapeau de la France | Mortar Carrier                                            | 24                | Le 30 juin 2022, il a été décidé que deux batteries de huit véhicules seraient commandées pour soutenir les quatre bataillons d'infanterie pour remplacer le mortier de 120 mm. |

### Anciens véhicules

#### Véhicules à roue
- Minerva Land-Rover (hors service 1986)
- Volkswagen Iltis (2 673 livrés, en service de 1984 à 2018)
- FN AS 24
- camion MAN 630 Koffer 4X4 CC
- Unimog
- camion tracteur semi-remorque Scania

#### Véhicules de soutien
- FV-103 Spartan (83)
- FV-107 Scimitar (119)
- FV-101 Scorpion
- FV-104 Samaritan
- FV-102 Striker - véhicule anti-chars
- FV-105 Sultan - véhicule de commandement
- FV-106 Samson - véhicule de dépannage
- AIFV

#### Chars
- Flakpanzer Gepard
- MGM-52 Lance
- Büffel (Bergepanzer 3 ou BPz3) : char de dépannage
- Iguane/Leguan (Panzerschnellbrücke 2) : char lanceur de pont

## Organisation selon la loi du16 août 1873

### Infanterie
- 14 régiments d'infanterie de ligne (3 bataillons actifs, 1 non actif et 1 compagnie de dépôt dans chaque régiment)
- 3 régiments de chasseurs à pied (idem)
- 1 régiment de grenadiers (idem)
- 1 régiment de carabiniers (4 bataillons actifs, 2 non actifs et 1 compagnie de dépôt)
- 2 compagnies sédentaires
- 1 corps de discipline
- 1 école d'enfants de troupe

N. B. : un bataillon (864 hommes) est constitué de quatre compagnies de 216 hommes

### Cavalerie
- 4 régiments de lanciers (4 escadrons actifs et 1 de renfort dans chaque régiment)
- 2 régiments de guides (idem)
- 2 régiments de chasseurs à cheval (idem)

N. B. : un escadron compte environ 130 chevaux

### Artillerie
- 4 régiments d'artillerie de campagne (10 batteries dans chaque régiment)
- 3 régiments d'artillerie de forteresse ou artillerie de siège (16 batteries, 1 batterie de réserve et 1 batterie de dépôt dans chaque régiment)
- 1 compagnie de pontonniers
- 1 compagnie d'artificiers
- 1 compagnie d'armuriers
- 1 compagnie d'ouvriers d'artillerie

N. B. : une batterie compte 6 pièces d'artillerie

### Génie
- 1 régiment du génie (3 bataillons actifs et 1 bataillon de dépôt)
- 1 compagnie de chemin de fer
- 1 compagnie de télégraphes de campagne
- 1 compagnie de télégraphes de place
- 1 compagnie de pontonniers de place
- 1 compagnie d'ouvriers

### Train
- 7 compagnies de train